# Custenhin
Custenhin, auch Custennin, ist in der walisischen Sage Mal y kavas Kulhwch Olwen („Wie Kulhwch Olwen errungen hat“), kurz Kulhwch ac Olwen („Kulhwch und Olwen“) ein riesiger Schäfer. Er ist der Bruder des Riesen Ysbaddaden und der Schwager von Goleuddydd.

## Mythologie
Als Kulhwch auf der Suche nach Ysbaddadens Burg zu Custenhin kommt, trifft er diesen beim Hüten seiner Schafherde an. Kulhwchs Bitte, ihm bei der Erringung von Ysbaddadens Tochter Olwen zu helfen, lehnt der Schäfer vorerst ab und droht, Kulhwch und seine Gefährten mit seinem feurigen Atem zu vernichten. Als er jedoch erfährt, dass der junge Held der Neffe seiner Frau, also der Sohn von Goleuddydd, ist, erklärt er sich bereit, ihn zu unterstützen, umso eher, weil sein Bruder ihm schon 23 Kinder weggenommen und getötet habe. Nur den letzten Sohn Goreu konnte er verstecken. Er und seine Frau warnen allerdings, dass Ysbaddaden jeden Freier töte, weil er bei der Hochzeit von Olwen sterben müsse.
„Wehe über euch (ihr Männer), Gott sei euch gnädig! Um alles in der Welt, tut das nicht! Noch keiner ist mit diesem Begehren gekommen und lebendig von hinnen gegangen.“
Custenhin lädt Olwen ein, ihn zu besuchen, damit Kulhwch sie kennenlernen kann. In der Hütte des Schäfers sehen sich die beiden zum ersten Mal und entbrennen in Liebe zueinander.
Custenhins Hirtenhund ist eine Dogge, größer als eine neunjährige Stute.